# Heteroconis iriana
Heteroconis iriana är en insektsart som beskrevs av Bo Tjeder 1973. Heteroconis iriana ingår i släktet Heteroconis och familjen vaxsländor. Inga underarter finns listade i Catalogue of Life.